# Toalla sanitaria de tela

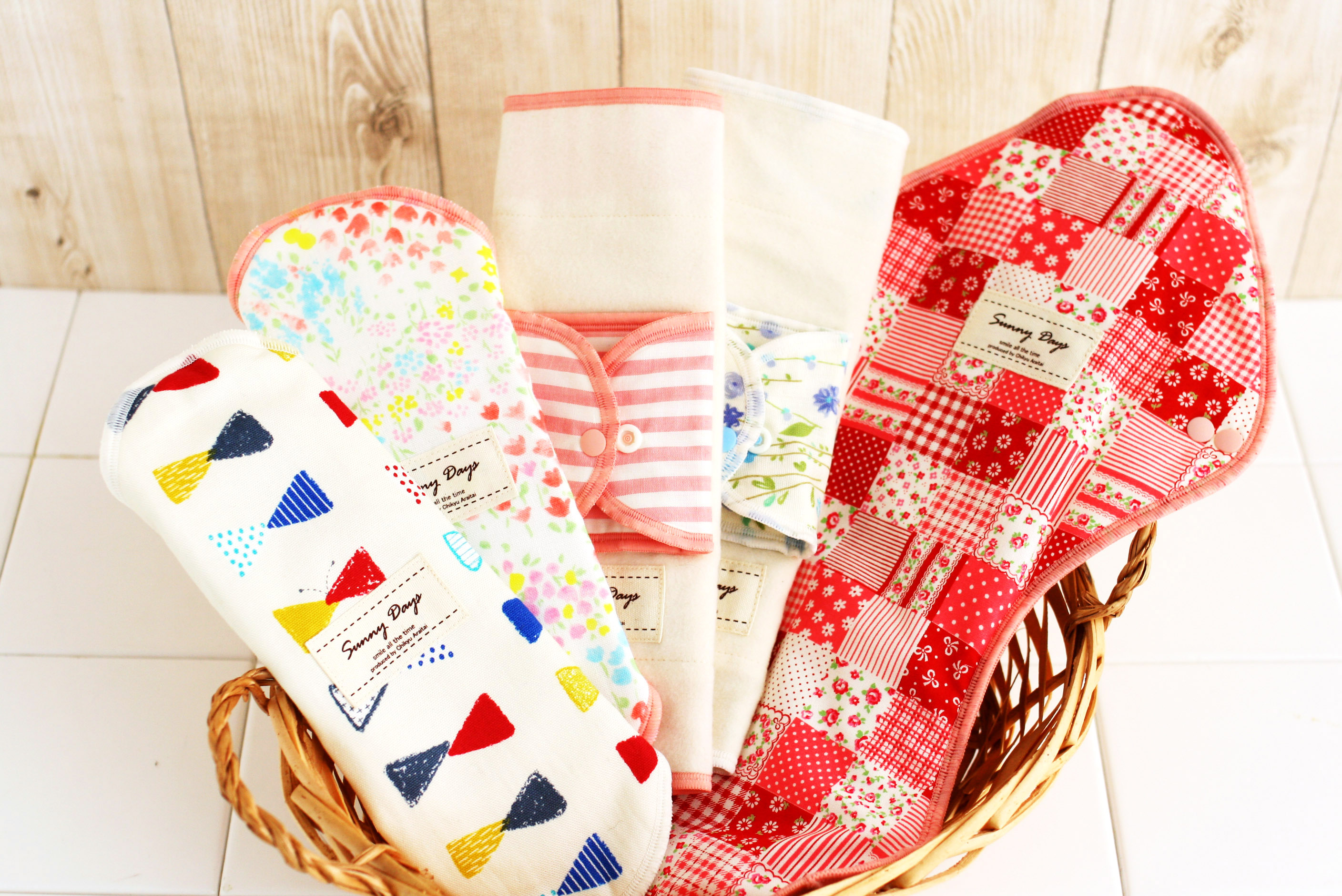
Diferentes talles de toallas de tela. Para usarlas se abrochan los botones de las alas envolviendo la ropa interior.

Las toallas de tela o compresas de tela, también llamadas toallas femeninas de tela, toallas higiénicas de tela y toallas ecológicas de tela, son un tipo de toalla sanitaria hecha en tela para absorber la menstruación. Se ajustan en la ropa interior y se utilizan por un plazo de entre cuatro y cinco horas. Entre usos, cada una debe lavarse y secarse adecuadamente antes de reutilizar. Junto a copas y la ropa interior absorbente integran el repertorio de insumos reutilizables de gestión menstrual. Pueden confeccionarse en el hogar, o adquirirse directamente a artesanas y pequeños comercios. Para fabricarlas se utilizan distintos textiles, normalmente un núcleo de tela de algodón cubierto de una tela sintética para repeler la humedad. Existen a su vez versiones fabricadas únicamente con algodón. La vida útil de cada una varía según su confección y cuidados, y puede superar los tres años de uso.
La elección de toallas de tela sobre otros insumos de higiene menstrual puede responder a una serie de preferencias del público. Un sector de usuarias se decanta por su uso por oposición a los productos desechables fabricados de forma industrial como toallas sanitarias y tampones. En países de altos ingresos la comodidad y conciencia ambiental son las motivaciones principales. En países en desarrollo, las toallas de tela se distribuyen en programas para mejorar el manejo de la higiene menstrual en contextos con ausencia de productos de higiene, y son una herramienta para disminuir el ausentismo escolar en niñas. Programas para la inserción laboral, especialmente de mujeres, incorporan la confección y venta de toallas de tela.
Las toallas de tela no tienen asociado riesgos significativos en la salud. En algunos contextos culturales, los tabúes menstruales pueden lograr que las usuarias laven y sequen los productos en lugares oscuros, motivadas por sentimientos de vergüenza o miedo de que las toallas sean visibles. Si al momento de reutilizarlas la tela se encuentra húmeda, puede generar úlceras, rozaduras o ser un factor de riesgo para la proliferación de bacterias y generar infecciones en el tracto genital.

## Historia

### Antecedentes
Las menciones en registros históricos de productos menstruales son escasas y las opciones de uso externo se limitaban a retazos de tela reutilizados, pañales o toallas tejidas.  En términos generales estos paños menstruales se confeccionaban en el hogar a partir de recortes de sábanas viejas y trapos de uso doméstico, que luego se levaban a mano y reutilizaban. Otros modelos se tejían con hilos gruesos de algodón y se aseguraban al cuerpo mediante cinturones y botones. Desde el siglo XVIII al XX las mujeres cosían paños de tela que ajustaban bajo la enagua y lavaban a diario. Mientras que los paños menstruales se lavaban y reutilizaban, un número de mujeres gestionaba el sangrado con materiales absorbentes que luego descartaban como algodón o virutas de madera, tanto por motivos de conveniencia y limpieza, como para evitar tener contacto con su flujo menstrual. Esto dio pie a la manufactura de toallas de un solo uso. Los primeros modelos de toallas sanitarias desechables datan desde fines del siglo XIX y se basaron en estos paños menstruales.

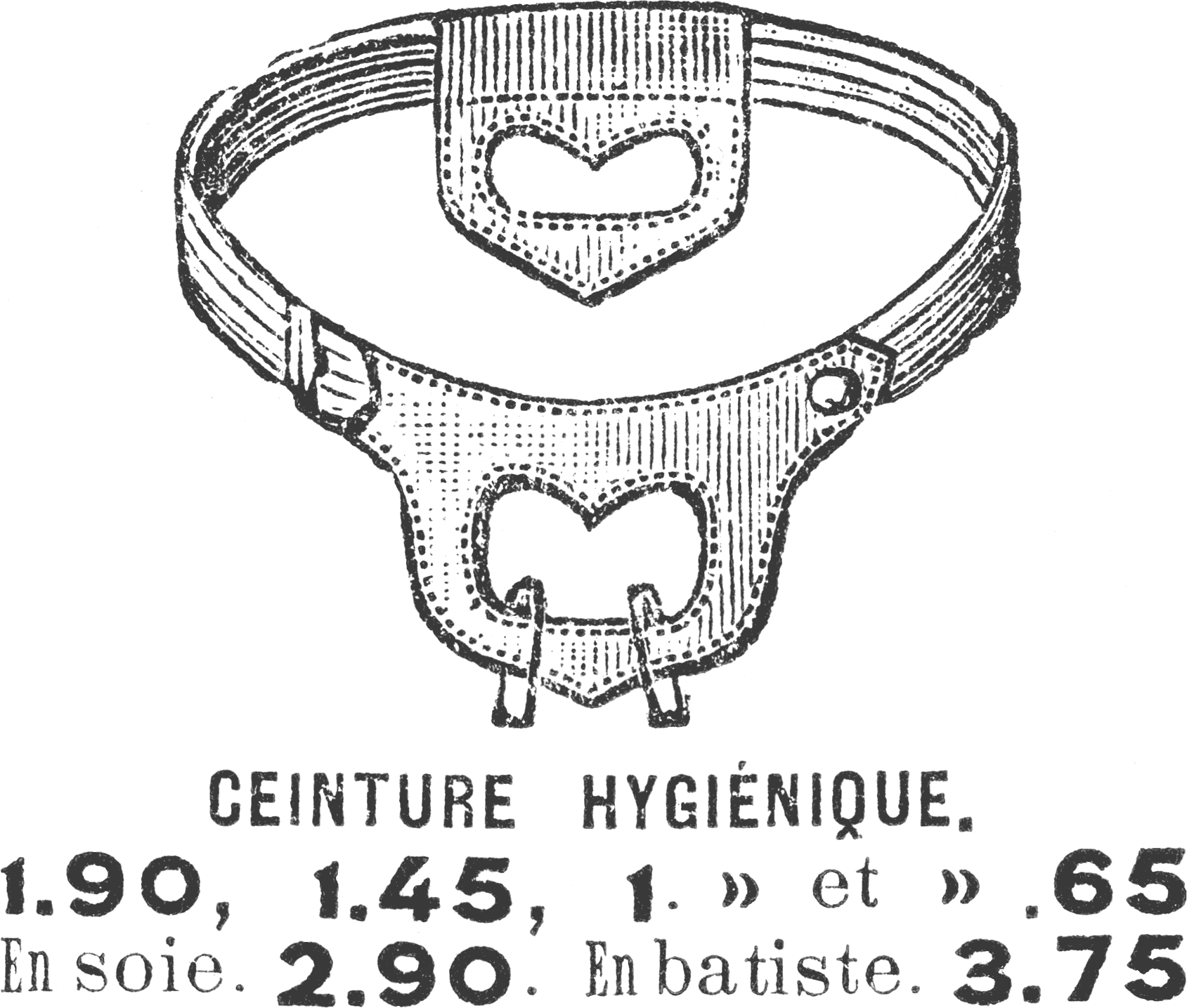
Cinturón menstrual de 1908, para sostener paños menstruales, toallas de tela o desechables.

Para sostenerlas, tanto descartables como de tela, desde mediados del siglo XIX y durante la mayor parte del siglo XX se utilizaron complementariamente tiradores que recorrían el cuerpo desde los hombros hasta los genitales. Un anuncio de 1870 los publicitaba como «tiradores de vendajes». Patentes de 1891 y 1894 incorporaban una bolsa o saco catamenial en lugar de una toalla para recolectar orina y flujo menstrual. Otros productos similares fueron los cinturones menstruales, que se ajustaban a la cintura , y los pantalones sanitarios, con una abertura en la entrepierna y un sistema de anillas que mantenían las toallas en su posición.  También podían sostener otros materiales absorbentes para recolectar menstruación como algodón, esponjas, viruta de madera, guata, lana y papel.

### SigloXX
A partir del siglo XX se intensificó el uso de modelos descartables, y el público occidental comenzó a tener un rechazo al lavado y reutilización de sus paños menstruales. En 1927, Lillian Gilbreth levó a cabo en Estados Unidos el primer estudio de mercado conocido de productos de higiene menstrual, a pedido de la empresa Johnson & Johnson. Tras la encuesta a usuarias, se encontró que las mujeres que trabajaban fuera de su hogar preferían el uso de toallas comerciales, mientras que aquellas que se quedaban en casa podían confeccionar sus propios paños menstruales. Con el paso de las décadas, las toallas desechables se hicieron más populares.

## Producto
Una toalla de tela es un producto de uso externo para absorber la menstruación. De forma similar a una toalla sanitaria descartable, se coloca sobre la ropa interior en contacto con la vulva y se utilizan por un plazo de entre cuatro y cinco horas. Estas toallas deben lavarse y secarse entre usos. Se recomienda orearlas directamente expuestas al sol.
Deriva de los paños menstruales, y el molde es similar al de las toallas comerciales. Presentan canales para la distribución del flujo hechos con costuras, extensiones laterales o «alas» que rodean la ropa interior, botones para ajustar y, en general, un diseño anatómico. Algunos modelos incorporan elásticos para poder utilizarse sin necesidad de ropa interior. El núcleo absorbente de las toallas se suele fabricar en tela de algodón. Las capas externas pueden confeccionarse con materiales sintéticos que repelen la humedad, como tejidos de poliéster, combinados a su vez con siliconas para mejorar la distribución. En ciertos modelos, estos materiales permiten retirar el flujo menstrual de la superficie de la toalla con un paño, y continuar utilizándola sin necesidad de lavarla. En la capa inferior es habitual el uso de PUL (polyurethane laminate), un tipo de tela a la que se le aplica una lámina fina de poliuretano que evita filtrar líquidos. En el caso de que se utilicen versiones únicamente con tejidos de algodón, la usuaria puede evitar el manchado de su ropa intercambiándolas más seguido. Existen a su vez modelos fabricados con materiales de degradación sencilla en el compost.
Pueden confeccionarse en el hogar, o adquirirse mediante pequeñas empresas, artesanas y cooperativas, quienes pueden ofertar el insumo en distintos tamaños, cantidad de capas, nivel de absorbencia, tipo de tela, color y diseños de estampados. En algunos casos, la consumidora puede personalizar estas variables. La inversión necesaria dependerá de la cantidad de toallas de tela que la usuaria necesite para su ciclo y la durabilidad de las mismas. Por su naturaleza reutilizable, se trata de un producto que permite un ahorro a largo plazo. Por otro lado, su precio por unidad es superior al de las toallas desechables, y este costo inicial puede representar una dificultad para que sean una opción viable para algunas consumidoras.
Las toallas de tela no tienen asociado riesgos significativos en la salud. Cabe la posibilidad de desarrollar irritación dérmica por el uso intensivo, o por su inadecuada higiene y secado. Utilizar una toalla cuando aún se encuentre húmeda puede provocar rozaduras y llagas. La Administración de Alimentos y Medicamentos (FDA) de Estados Unidos las categorizó como productos médicos en 2014, lo que obliga a los fabricantes al pago anual de un impuesto para venderlas.

## Impacto social y aceptabilidad

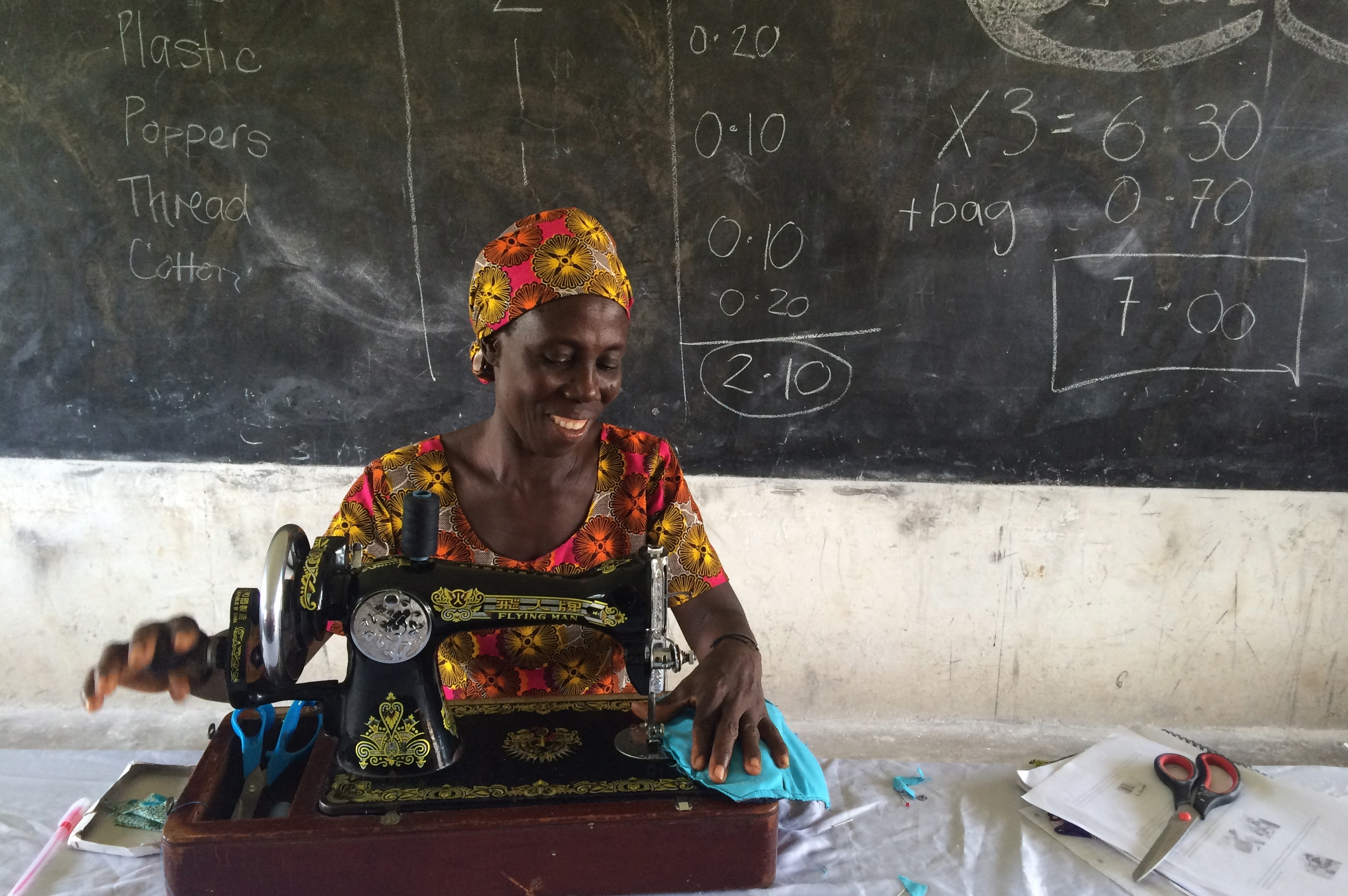
Artesana demuestra cómo confeccionar toallas sanitarias de tela en el contexto de una iniciativa para generar empleo en Kumasi, Ghana.

No se conoce un porcentaje de uso de toallas de tela, y al igual que con las copas menstruales, no es habitual que se difundan en programas de educación para la menarquia. Integran el repertorio de insumos reutilizables de gestión menstrual, con las copas y la ropa interior absorbente. La vida útil de cada una dependerá de los materiales empleados y calidad de confección, y se extiende desde tres a diez años de uso. Tienen un menor impacto que las opciones descartables, y su huella ambiental se relaciona en mayor medida con la cantidad de agua y tipo de detergente empleados para su higiene.
 

En 2021 un ensayo liderado por Anna Maria van Eijk comparó los resultados de cuarenta y cuatro estudios sobre las toallas de tela reutilizables. Concluyó que son opciones «efectivas, seguras, baratas y respetuosas con el medio ambiente» para incorporar en programas de entrega de insumos gestión menstrual. En países de altos ingresos, las motivaciones principales para utilizar toallas de tela son la comodidad y «conciencia ambiental». En países en desarrollo, ONGs y programas gubernamentales han promovido la fabricación de toallas de tela como una forma de fomentar el empleo de mujeres, y permitirles generar sus propios ingresos. Este producto, en conjunto con otros artículos de higiene, se reparten con el objetivo de mejorar el manejo de la higiene menstrual en entornos con falta de insumos o saneamiento inadecuado. También se consideran una herramienta para mitigar el ausentismo escolar en niñas. Han sido distribuidas en contextos de emergencia humanitaria, a través de agencias como ACNUR. Por ser reutilizables, representan una opción más «sustentable y económica». Para la población de refugiadas es un producto viable de utilizar, aunque una porción consideró más conveniente usar toallas descartables. 

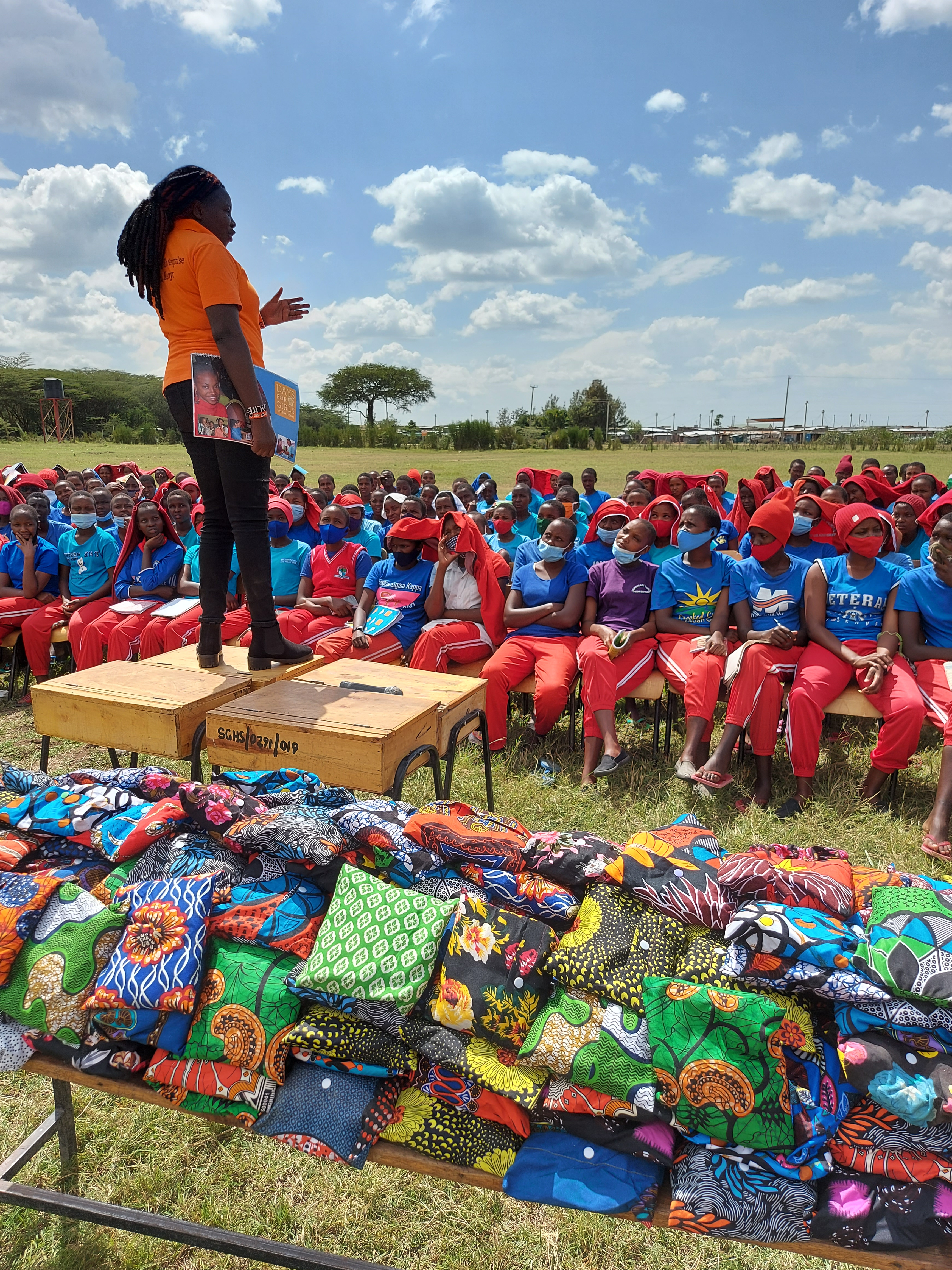
Evento Day for Girls en Kenia. Se distribuyeron toallas de tela a estudiantes, fabricadas por programas de capacitación laboral para mujeres.

Factores culturales influyen directamente en la aceptabilidad de las toallas de tela y en la adopción de prácticas saludables para su uso. En algunos contextos, los tabúes menstruales y la propagación de mitos relacionados con la menstruación contribuyen a un mantenimiento inadecuado de las mismas. Las usuarias pueden secarlas en lugares oscuros y húmedos por temor a la exposición pública de sus insumos, lo que propicia el crecimiento de bacterias sobre la tela, situación que las expone a posibles cuadros de infecciones urinarias. Para evitar esto, algunos modelos pueden doblarse sobre sí mismos para adoptar una forma diferente y evitar así lucir como toallas sanitarias cuando se los cuelga al aire libre para secarse. En África se observó que el clima de algunas regiones dificulta su secado en la época de lluvias, y complica el lavado en las estaciones de sequía.
Su elección responde a una serie de preferencias del público. Un sector de las consumidoras mantiene una percepción negativa sobre las empresas que fabrican toallas desechables y tampones, y no concuerdan con su modelo de comercialización. Se oponen particularmente a las estrategias de mercadotecnia, que asocian la menstruación con conceptos de «incomodidad, falta de higiene, inconveniencia y secretismo» a la hora de vender estos insumos descartables. Por contraste, este segmento valora las toallas de tela, junto a las copas menstruales y en menor medida esponjas naturales, como productos orientados al cuidado de la salud, la ecología y la «celebración del periodo menstrual». Es habitual que se promuevan en espacios de activismo y mediante publicidad boca a boca, y se etiquete al producto como «ecológico», «saludable», «natural», capaz de permitirle a una usuaria lograr un «bienestar personal» y contribuir «al bien común» bajo la premisa del cuidado del medio ambiente. Posturas desde el feminismo y el ecofeminismo promueven su uso y fabricación por oposición a las versiones industrializadas. Una práctica cultural que involucra a las toallas de tela consiste en utilizar el agua de su remojo para riego del jardín, a modo de abono. Este comportamiento a menudo está ligado a creencias de conexión entre la sangre menstrual y la fertilidad.